# Palaestina dentifera
Palaestina dentifera är en spindelart som beskrevs av O. Pickard-Cambridge 1872. Palaestina dentifera ingår i släktet Palaestina och familjen Zodariidae.
Artens utbredningsområde är Israel. Inga underarter finns listade i Catalogue of Life.